# Beneventsko-montecassinské písmo

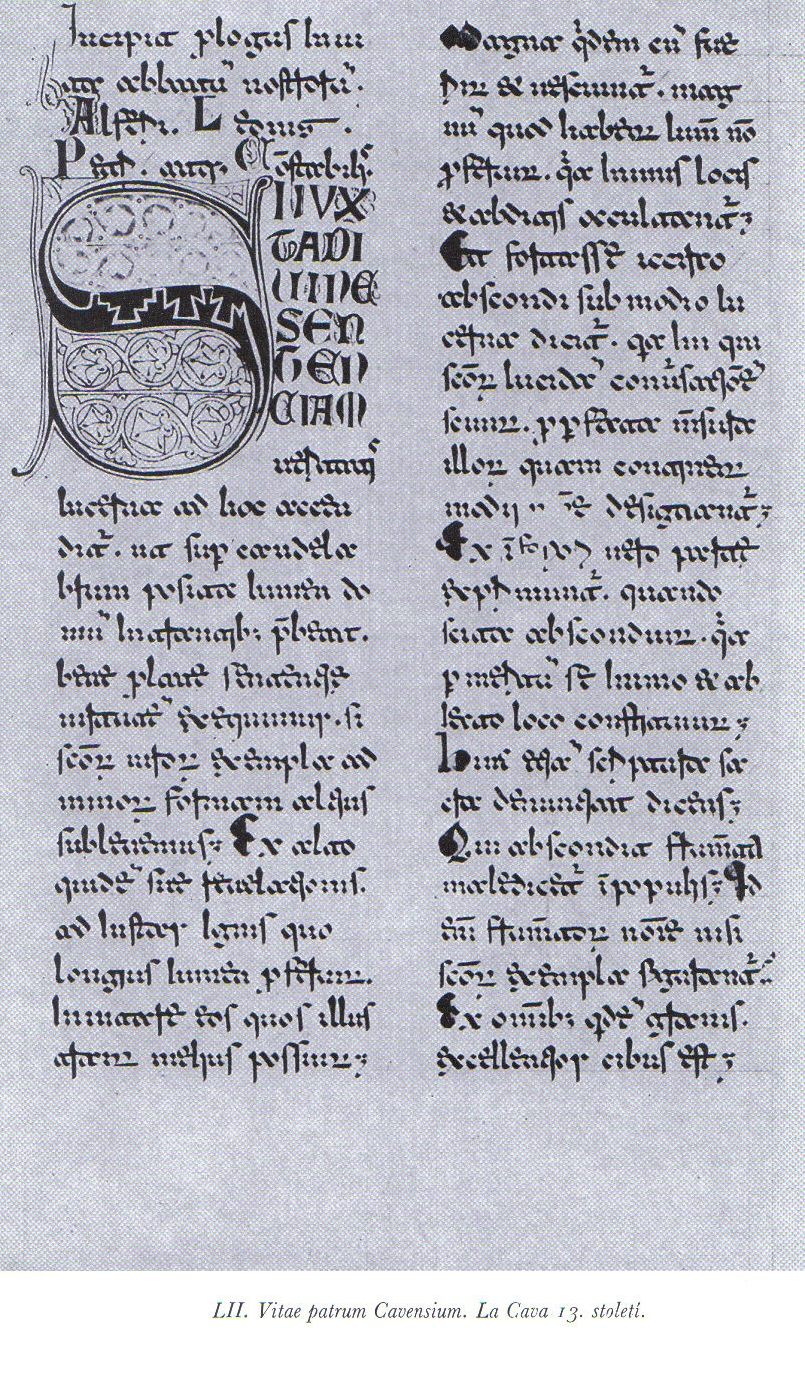
Ukázka beneventány z Vitae patrum Cavensium („Životy otců z Cavy“)

Beneventsko-montecassinské písmo, též známé jako beneventána, vzniklo v průběhu 8. století v jižní Itálii z mladší římské kurzívy, pravděpodobně v benediktinském klášteře Monte Cassino. Vedle jižní části Apeninského poloostrova se užívala také v Dalmácii až do konce 13. století.
Beneventána, která vznikla během 8. století ve známém benediktinském klášteře Monte Cassino, se řadí k tzv. národním písmům. V počátcích studia této zvláštní minuskuly byla považována za langobardské knižní písmo – odtud její dřívější pojmenování langobarda – ale dnešní badatelé zařazují beneventánu do samostatné skupiny. Toto charakteristické písmo se rozšířilo nejen v jihoitalských klášterech Cava de' Tirreni, Santa Sofia v Beneventu či Santa Maria dell’Albaneta, ale také v Salernu, Neapoli, Capui nebo Bari, odkud přešlo do Dalmácie.

## Charakteristika a vývoj
Beneventsko-montecassinské písmo se vyznačuje především pečlivým kaligrafickým provedením. Jednotlivé tahy jsou lámány pomocí ostře seříznutého pera, které dodržuje úhel 45° k horizontále řádku. Tím se dosáhlo ostrého kontrastu mezi silnými a vlasovými tahy. Horní poměrně krátké dotažnicové délky jsou ukončeny kyjovitým rozšířením, dolní dotažnice se naopak zužují. Početné ligatury, které tvoří především litery „e“, „i“, „r“, „s“ a „t“, odkazují na kurzivní původ písma. Ze zkratkového repertoáru lze uvést charakteristickou zkratku pro „m“, která je tvořena pomocí nadepsané arabské číslice „3“. Podobně jako u jiných kontinentálních národních písem nechybí ani v abecedě beneventány „a“ ve formě „cc“. V počátcích je otevřené, ale v průběhu 10. století se uzavírá. Nachází se zde také „t“, jehož levá část břevna se ohýbá směrem k řádku a napojuje se na patu dříku. Při čtení textu se někdy zaměňuje s literou „a“. Grafém „e“ se skládá ze dvou lomených oblouků na sobě postavených, přičemž horní bříško se uzavírá a přesahuje výšku malých liter. Zvláštní tvar má „r“ s trnovým výběžkem na dříku a dlouhým raménkem sloužícím k napojení na další písmeno. Při čtení textu velmi často dochází k záměně „i“ a „l a také „f“ a „s“, které se od sebe odlišuje pouze krátké střední břevno u „f“.
V průběhu 10. století dosahuje beneventsko-montecassinské písmo dokonalosti, ale k vrcholu ji dovedl až montecassinský opat Desiderius (1058–1087), za kterého vznikl známý lekcionář. Krásný doklad vyumělkovaného písma může rovněž poskytnout Vitae patrum Cavensium ze 13. století z kláštera Cava. Ve druhé polovině 12. století nastává postupný úpadek, který završil Friedrich II., jenž v roce 1240 zrušil klášter Monte Cassino. Ve druhé polovině téhož století však došlo k reorganizaci kláštera. V této době lze ještě spatřit úpadkovou formu beneventského písma v regulích Sv. Benedikta, které sepsal opat Bernhard v letech 1264–82. Beneventána je jediným národním písmem, které nevytlačila karolinská minuskula, ale byla (souběžně s ní) nahrazena až gotickým písmem, jež je podobně charakteristické svými lámanými tahy.